# Manoir de Sausmarez

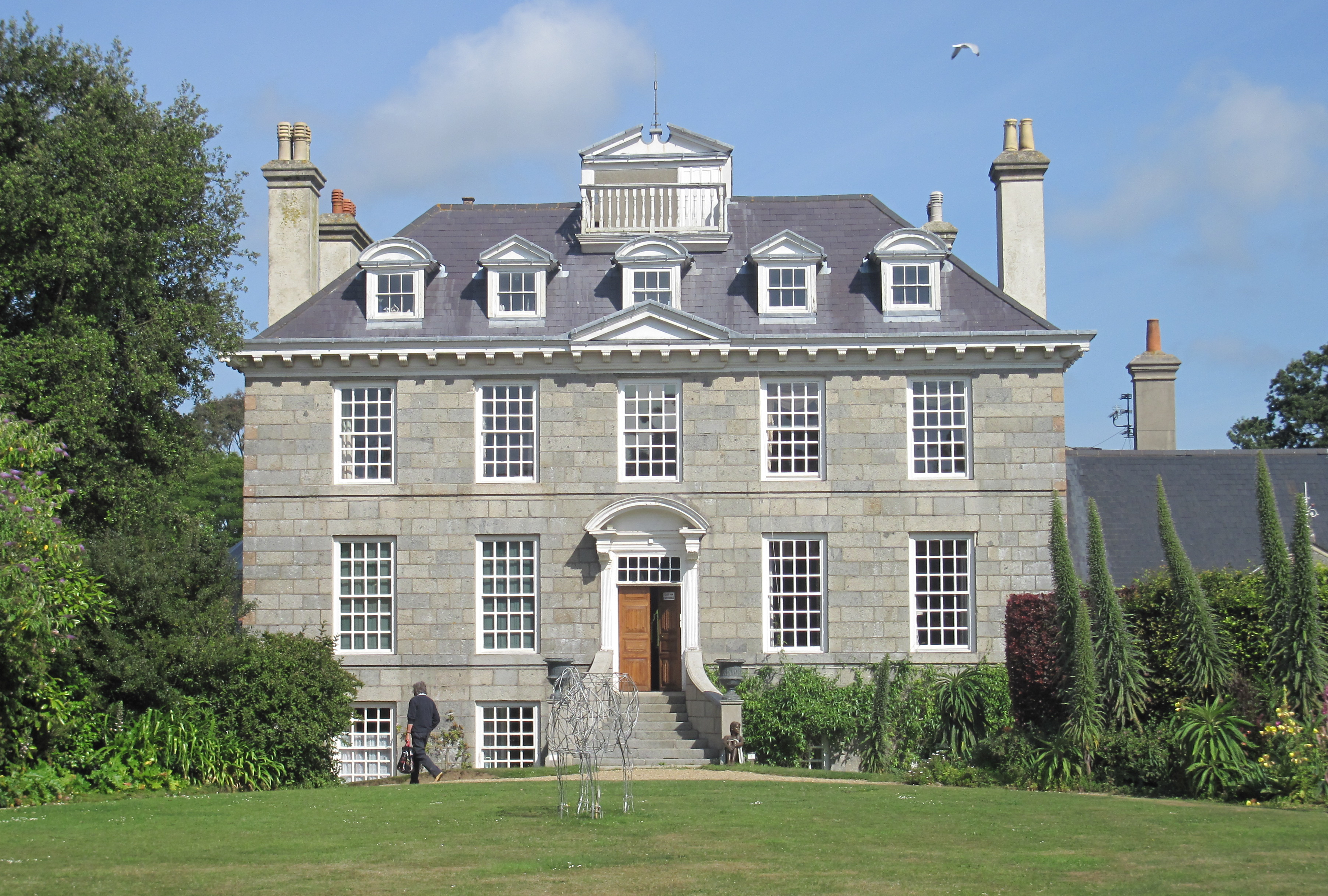
Manoir de Sausmarez à Guernesey.

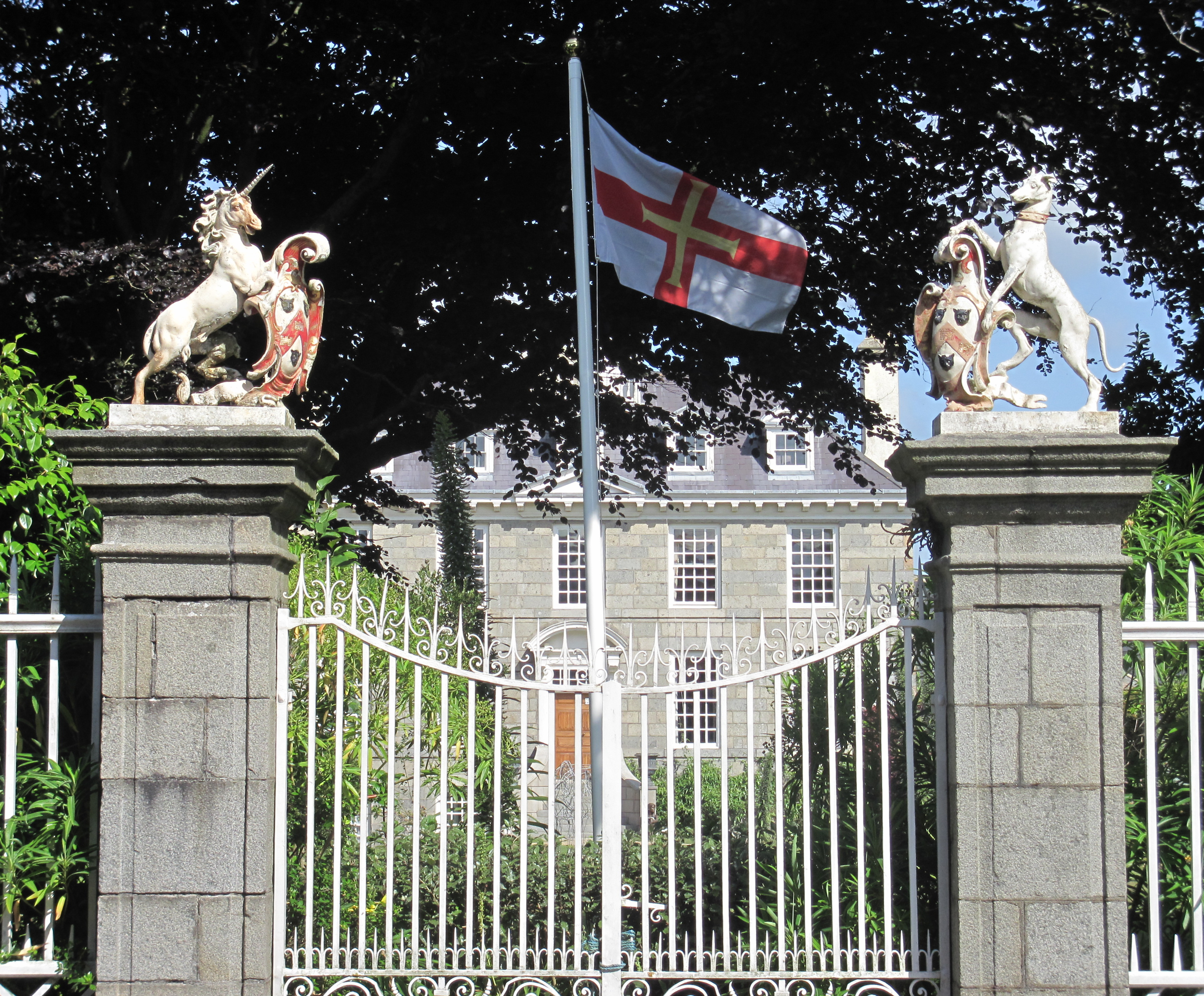
Entrée principale du manoir de Sausmarez.

Le manoir de Sausmarez est un monument historique situé dans la paroisse de Saint-Martin sur l'île de Guernesey. Cette demeure et son domaine appartiennent, depuis le Moyen Âge, à l'illustre famille de Sausmarez ou Samarès qui possédait des Seigneuries dans les îles Anglo-Normandes de Jersey et de Guernesey.

## Historique
La première mention de la famille Sausmarez à Guernesey est liée à la consécration de l'église de la paroisse de Valle en 1115 suivie d'une lettre datée de 1254 dans laquelle le roi Édouard Ier d'Angleterre, a ordonné une enquête sur les droits de l'Abbé et des moines du Mont Saint-Michel sur les îles de Guernesey et de Jersey. L'enquête mentionnait que le site de Guernesey appartenait déjà à "Dominus Henry le Canelu, Dominus Gulielmus De Saumareis, milites".
Guillaume de Saumareis est certainement la même personne que Guillaume de Saint Hilaire qui était seigneur de Samarès et qui s'appelait alors Saumareis, dans la paroisse de Saint-Clément à Jersey. Ce dernier naquit vers la fin du règne de Richard Cœur de Lion. On ne connait pas exactement quand il a acquis son nouveau fief dans la paroisse de Saint-Martin à Guernesey mais le manoir ancestral est toujours situé sur le même site que l'actuel et le fief était le même que celui mentionné dans la "Extente" (évaluation de la valeur du terrain) sous Édouard III d'Angleterre (1331) comme ayant appartenu «depuis des temps immémoriaux» à la famille de Sausmarez.
Durant la Seconde Guerre mondiale, le manoir ne fut pas réquisitionné par l'armée allemande, car le Seigneur de Sausmarez de l'époque s'était toujours opposé à l'électrification de sa demeure, ce qui évita au manoir d'être occupé par l'armée d'occupation qui renonça à ce projet.

## Description
Le manoir de Sausmarez est situé à un bon kilomètre au Sud de Saint-Pierre-Port, juste après le village du Putron, au croisement de la route de Sausmarez et de la route des Camps.
De cette ancienne maison de maître de l'époque médiévale ne reste que l'assise du bâtiment. Sa pierre rugueuse mais remarquablement solide constitue la base d'un édifice plus récent du XVIIIe siècle, fondation située sur le côté nord-est des bâtiments principaux. Cette partie ancienne entoure une porte voûtée qui fut ensuite condamnée. C'est l'un des plus anciens témoignages architecturaux de maçonnerie normande dans l'île et a été daté du milieu du XIIIe siècle. Par la suite, le manoir subit d'importantes rénovations. Le style Régence puis le style victorien transformèrent le logis au XVIIIe siècle.
Un potager et un verger furent créés autour de la demeure. Des plantes subtropicales furent plantées dans le domaine. Des sculptures, d'artistes internationaux, ornent le parc domanial qui est ouvert au public.